# 川上一道
川上 一道（かわかみ いちどう）は、沖縄県生まれのクラリネット奏者。

## 来歴
10歳からクラリネットを始める。第45回 全日本吹奏楽コンクール 全国大会・中学の部「金賞」受賞。
沖縄県立那覇国際高等学校に進学し、第22・25回 沖縄県吹奏楽ソロコンテスト｢金賞｣受賞。第28・29・30回 沖縄県高等学校音楽コンテスト｢金賞｣受賞。 1999年には、沖縄県&中国福建省 中高校生 音楽・芸術交流サマーキャンプに参加している。その後、沖縄県立芸術大学音楽学部を卒業。同大学大学院修士課程修了。卒業時｢山本賞｣を受賞した。
2006年、第75回 日本音楽コンクール・クラリネット部門 第２位。
2008年、第7回 日本クラリネットコンクール 第２位。
2009年、『JTが育てるアンサンブルシリーズ』出演。日本クラリネット協会の要請により、『国際クラリネット＆サクソフォーン フェスティバル in 中国』に出演。第78回 日本音楽コンクール・クラリネット部門 入選、「岩谷賞」受賞。第20回 日本木管コンクール・クラリネット部門 最高位(1位なし2位)、伴わせて「コスモス賞」受賞。
2012年『アフィニス夏の音楽祭in山形』にソリスト出演。第81回 日本音楽コンクール・クラリネット部門 第１位、伴わせて「E.ナカミチ賞」受賞。
2013年 山形市・シベールアリーナに於いて『川上一道 クラリネット リサイタル』 を開催、賞賛を得る。ＮＨＫ－ＦＭ『リサイタル・ノヴァ』に出演。沖縄・浦添市より「輝くてだこ市民賞」を受賞。2014年 受賞記念リサイタルを開催。沖縄タイムス芸術選賞奨励賞受賞。
2015年、東京オペラシティ･リサイタルシリーズ「Ｂ→Ｃ」に出演。
2018年、第87回 日本音楽コンクール・クラリネット部門 審査員を務める。
これまでに、洗足学園ニューフィルハーモニック管弦楽団、アフィニス祝祭管弦楽団＆山形交響楽団、アンサンブルofトウキョウ、東京フィルハーモニー交響楽団、セントラル愛知交響楽団、山形交響楽団、琉球交響楽団等とソリスト協演。
洗足学園ニューフィルハーモニック管弦楽団首席奏者を経て、現在、山形交響楽団首席奏者。山形大学地域教育文化学部客員准教授、山形県立山形北高等学校音楽科非常勤講師。
クラリネットを狩俣裕、与那嶺優子、新垣亜貴子、横井操、村井祐児、川畑真一の各氏に師事。
オーケストラ活動のほか、ソロ、室内楽など活動は多岐にわたり、揺るぎない高度な技巧とその深い音楽性は、多くの聴衆を魅了している。